# Gabor Herman
Gabor Tamas Herman é um cientista da computação húngaro-estadunidense. É Emiritas Professor of Computer Science da Universidade da Cidade de Nova Iorque. É conhecido por seu trabalho sobre tomografia computadorizada. É fellow do Instituto de Engenheiros Eletricistas e Eletrônicos (IEEE).

## Publicações selecionadas
- 3D Imaging in Medicine (CRC, 1991 and 2000),[1]
- Geometry of Digital Spaces (Birkhauser, 1998),[2]
- Discrete Tomography: Foundations, Algorithms and Applications (Birkhauser, 1999),[3]
- Advances in Discrete Tomography and Its Applications (Birkhauser, 2007),[4]
- Fundamentals of Computerized Tomography: Image Reconstruction from Projections (Springer, 2009) and
- Computational Methods for Three-Dimensional Microscopy Reconstruction (Birkhäuser Basel, 2014).